# Peter Wilson (calciatore 1996)
Peter Wilson (Monrovia, 9 ottobre 1996) è un calciatore svedese naturalizzato liberiano, attaccante o ala dell'Oakland Roots e della nazionale liberiana.

## Carriera

### Club
Wilson è nato in Liberia, ma si è trasferito in Svezia con la famiglia quando aveva 3 anni. Cresciuto nella periferia di Sundsvall, il suo cartellino è sempre appartenuto alla locale squadra del GIF Sundsvall.
Il 26 aprile 2015 ha esordito in prima squadra e in Allsvenskan, entrando nei minuti finali di GIF Sundsvall-Djurgården (0-2). All'ultima giornata del campionato 2015 ha collezionato una seconda presenza, anch'essa contro il Djurgården, nella sfida del girone di ritorno.
Nella seconda metà dell'Allsvenskan 2016 il diciannovenne Wilson è riuscito a trovare maggiore spazio, giocando 12 partite e realizzando 6 gol (tre di questi sono stati realizzati in un'unica partita, quella contro lo Jönköpings Södra).
Nel dicembre del 2016 ha rinnovato il contratto in scadenza con il GIF Sundsvall per tre ulteriori anni, fino al 31 dicembre 2019, quando dal 2020 è passato a parametro zero ai moldavi dello Sheriff Tiraspol con un accordo valido per i successivi due anni.
Nel febbraio del 2021 Wilson, dopo aver ottenuto la rescissione dallo Sheriff, si è trasferito nella massima serie polacca al Podbeskidzie Bielsko-Biała con un contratto valido fino al termine della stagione con un'opzione per un'estensione annuale.
Il 31 agosto 2022 è stato reso noto il suo passaggio ai norvegesi del Jerv, a cui si è legato fino al 31 dicembre 2023. Al termine dell'accordo, si è svincolato. Il 12 febbraio 2024 ha trovato un accordo per rinnovare il contratto per un'ulteriore stagione.

### Nazionale
Wilson conta due presenze con la maglia della Svezia Under-19, entrambe collezionate nell'ottobre del 2016.
Successivamente ha scelto di rappresentare la Liberia, con la cui nazionale ha esordito nel 2019.

## Statistiche

### Cronologia presenze e reti in nazionale
| Cronologia completa delle presenze e delle reti in nazionale ― Liberia | Cronologia completa delle presenze e delle reti in nazionale ― Liberia | Cronologia completa delle presenze e delle reti in nazionale ― Liberia | Cronologia completa delle presenze e delle reti in nazionale ― Liberia | Cronologia completa delle presenze e delle reti in nazionale ― Liberia | Cronologia completa delle presenze e delle reti in nazionale ― Liberia | Cronologia completa delle presenze e delle reti in nazionale ― Liberia | Cronologia completa delle presenze e delle reti in nazionale ― Liberia |
| Data                                                                   | Città                                                                  | In casa                                                                | Risultato                                                              | Ospiti                                                                 | Competizione                                                           | Reti                                                                   | Note                                                                   |
| ---------------------------------------------------------------------- | ---------------------------------------------------------------------- | ---------------------------------------------------------------------- | ---------------------------------------------------------------------- | ---------------------------------------------------------------------- | ---------------------------------------------------------------------- | ---------------------------------------------------------------------- | ---------------------------------------------------------------------- |
| 9-10-2019                                                              | Monrovia                                                               | Liberia                                                                | 1 – 0                                                                  | Ciad                                                                   | Qual. Coppa d'Africa 2023                                              | -                                                                      | 84’                                                                    |
| 13-10-2019                                                             | N'Djamena                                                              | Ciad                                                                   | 1 – 0 (6 - 4 dtr)                                                      | Liberia                                                                | Qual. Coppa d'Africa 2023                                              | -                                                                      | 56’                                                                    |
| 11-6-2021                                                              | Tunisi                                                                 | Mauritania                                                             | 1 – 0                                                                  | Liberia                                                                | Amichevole                                                             | -                                                                      |                                                                        |
| 14-6-2021                                                              | Tunisi                                                                 | Libia                                                                  | 0 – 1                                                                  | Liberia                                                                | Amichevole                                                             | -                                                                      | 75’                                                                    |
| 3-9-2021                                                               | Lagos                                                                  | Nigeria                                                                | 2 – 0                                                                  | Liberia                                                                | Qual. Mondiali 2022                                                    | -                                                                      | 81’                                                                    |
| 6-9-2021                                                               | Douala                                                                 | Liberia                                                                | 1 – 0                                                                  | Rep. Centrafricana                                                     | Qual. Mondiali 2022                                                    | -                                                                      | 68’                                                                    |
| 13-11-2021                                                             | Tangeri                                                                | Liberia                                                                | 0 – 2                                                                  | Nigeria                                                                | Qual. Mondiali 2022                                                    | -                                                                      | 82’                                                                    |
| 16-11-2021                                                             | Tangeri                                                                | Liberia                                                                | 3 – 1                                                                  | Rep. Centrafricana                                                     | Qual. Mondiali 2022                                                    | 2                                                                      |                                                                        |
| 24-3-2022                                                              | Antalya                                                                | Liberia                                                                | 0 – 4                                                                  | Benin                                                                  | Amichevole                                                             | -                                                                      |                                                                        |
| 27-3-2022                                                              | Antalya                                                                | Liberia                                                                | 0 – 1                                                                  | Sierra Leone                                                           | Amichevole                                                             | -                                                                      |                                                                        |
| 24-3-2023                                                              | Soweto                                                                 | Sudafrica                                                              | 2 – 2                                                                  | Liberia                                                                | Qual. Coppa d'Africa 2023                                              | -                                                                      | 72’                                                                    |
| 28-3-2023                                                              | Monrovia                                                               | Liberia                                                                | 1 – 2                                                                  | Sudafrica                                                              | Qual. Coppa d'Africa 2023                                              | -                                                                      | 71’                                                                    |
| 5-6-2024                                                               | Johannesburg                                                           | Namibia                                                                | 1 – 1                                                                  | Liberia                                                                | Qual. Mondiali 2026                                                    | -                                                                      | 79’                                                                    |
| 9-6-2024                                                               | Oujda                                                                  | São Tomé e Príncipe                                                    | 0 – 1                                                                  | Liberia                                                                | Qual. Mondiali 2026                                                    | -                                                                      | 55’                                                                    |
| 6-9-2024                                                               | Lomé                                                                   | Togo                                                                   | 1 – 1                                                                  | Liberia                                                                | Qual. Coppa d'Africa 2025                                              | -                                                                      | 70’                                                                    |
| 10-9-2024                                                              | Monrovia                                                               | Liberia                                                                | 0 – 3                                                                  | Algeria                                                                | Qual. Coppa d'Africa 2025                                              | -                                                                      | 46’                                                                    |
| 11-10-2024                                                             | Malabo                                                                 | Guinea Equatoriale                                                     | 1 – 0                                                                  | Liberia                                                                | Qual. Coppa d'Africa 2025                                              | -                                                                      | 61’                                                                    |
| 14-10-2024                                                             | Monrovia                                                               | Liberia                                                                | 1 – 2                                                                  | Guinea Equatoriale                                                     | Qual. Coppa d'Africa 2025                                              | -                                                                      | 46’                                                                    |
| Totale                                                                 |                                                                        | Presenze                                                               | 18                                                                     |                                                                        | Reti                                                                   | 2                                                                      |                                                                        |